# Lixóu
Lixóu es una entidad de población española de la parroquia de Pesoz, perteneciente al municipio del mismo nombre, en la comunidad autónoma de Asturias.

## Toponimia
El lugar puede aparecer referido con las grafías «Lixóu», «Lijóu» y «Lijón».

## Historia
Hacia mediados del siglo XIX, el lugar, ya por entonces perteneciente a Pesoz, tenía contabilizada una población de 66 habitantes. Aparece descrito en el décimo volumen del Diccionario geográfico-estadístico-histórico de España y sus posesiones de Ultramar de Pascual Madoz con las siguientes palabras:

LIJON: l. en la prov. de Oviedo, ayunt. y felig. de Santiago de Pesoz. sit. en un valle rodeado de montañas áridas y peladas. A la dist. de 200 pasos de este l. pasa el riach. llamado Lijon, el cual mueve las ruedas de un molino harinero propio de este vecindario. prod.: cereales y patatas. pobl. 13 vec. 66 alm.
(Madoz, 1847, p. 283)

En 2023, la entidad singular de población, encuadrada dentro de la entidad colectiva de Pesoz, tenía empadronados nueve habitantes.